# Jaime Salazar Sampaio
Jaime Augusto Salazar Sampaio (Lisboa, 5 de Maio de 1925 – 13 de Abril de 2010) foi um poeta, ficcionista e autor dramático português.

## Biografia
Engenheiro silvicultor, doutorado pela Sorbonne, foi especialista dos aspectos da economia portuguesa ligada à cortiça e publicou diversos estudos sobre questões económicas relacionadas com a silvicultura em revistas da especialidade.
Iniciou-se na literatura com a poesia, mas é sobretudo como autor dramático que Jaime Salazar Sampaio se consagrou, sendo autor de uma vasta obra, múltiplas vezes premiada, e representada na sua quase totalidade, frequentemente por grupos de teatro de amadores e independentes, mas também no Teatro Nacional D. Maria II.
Os seus poemas são, de uma maneira geral, breves e inundados, na sua simplicidade, de um profundo e quase abstracto lirismo, retratando um homem só, apaixonado e emocionado perante o absurdo da vida, e, ao mesmo tempo, perante o seu apelo de beleza e infinitude.
Estas características também podem ser apercebidas na sua imensa obra dramatúrgica, onde a personagem-tipo se desdobra, quase sempre, por dois ou três outros “viajantes imóveis”, cujos diálogos intuem como que um monólogo interior, onde, entre as indecisões de uns e as afirmações sibilinas e filosóficas de outros, se joga uma incessante busca existencial, ancorada nos três grandes temas por onde flui o teatro do Autor: a Vida, o Amor, a Morte.
O tratamento que, sobretudo nos monólogos, é dado às personagens femininas, revela um arguto, atento e sensível observador desse universo, que explorou como poucos.
Foi também tradutor de  Beckett,  Gorki,  Albee, Harold Pinter, Arthur Miller e Michel Deutsch, entre outros, sendo ainda autor de diversos ensaios, sobretudo sobre teatro, e obras de divulgação destinadas ao ensino, nomeadamente sobre a estética  pessoana.
O último texto que publica em vida é sobre Ricardo Boléo e o seu trabalho literário. O texto foi publicado na revista Os Meus Livros em Setembro de 2009 na secção Aposta. Em Dezembro de 2010, a mesma revista publica uma extensa entrevista a Jaime Salazar Sampaio (a última concedida pelo dramaturgo), conduzida por Ricardo Boléo e na qual o autor fala sobre si e o seu trabalho.
Recebeu em 1997 o Grande Prémio de Teatro da APE/Ministério da Cultura por Um homem dividido e em 1998 o Prémio de Consagração de Carreira da Sociedade Portuguesa de Autores.

## Livros publicados
Poesia:
- 1949 - Em Rodagem;
- 1954 - Poemas Propostos;
- 1956 - Palavras para um Livro de Versos;
- 1960 - O Silêncio de um Homem;
- 1979 - O Viajante Imóvel;
- 1980 - O Mar não precisa de Poetas;
- 2007 - As Primeiras Palavras foram de Amor, antologia de textos poéticos organizado por Luís Valente Rosa.

Ficção:
- 1955 - O Romance de uma Rosa Verde;
- 1960 - O Ramal de Sintra.

Dramaturgia:
- 1946 - Aproximação (pequena peça in "Bloco – 1ª Pedra") marca o início de forma tímida em publicação conjunta de vários autores, entre os quais o amigo Luiz Pacheco e José Cardoso Pires;
- 1961 - O Pescador à Linha marca a sua afirmação como dramaturgo;
- A Imprensa Nacional-Casa da Moeda editou quatro volumes do seu Teatro Completo, estando o quinto volume para ser editado em 2010;
- 2009 - Lanterna Mágica – vinte e três peças curtas curtinhas encurtadas contém algumas peças não incluídas no "Teatro Completo".

## Obras de referência
- 2003 – Percursos de um Dramaturgo, Jaime Salazar Sampaio, Imprensa Nacional-Casa da Moeda;
- 2005 - O essencial sobre Jaime Salazar Sampaio, Duarte Ivo Cruz, Imprensa Nacional-Casa da Moeda
- 2006 - Jaime Salazar Sampaio – Escritas à Beira do Palco, Sebastiana Fadda, D. Quixote.